# Podbrzezie (województwo zachodniopomorskie)
Podbrzezie (do 1945 niem. Neuhaus F. bei Falkenwalde) – osada w Polsce położona w województwie zachodniopomorskim, w powiecie polickim, w gminie Police. Miejscowość usytuowana jest na Równinie Polickiej wśród lasów Puszczy Wkrzańskiej.

## Historia
W latach 1989–1998 miejscowość należała do województwa szczecińskiego.
Nazwę Podbrzezie wprowadzono urzędowo w 1947 roku.